# Канадские федеральные выборы (1997)
Канадские федеральные выборы 1997 года состоялись в Канаде 2 июня 1997 года. В результате был выбран 301 член 36-го парламента страны. Либеральная партия Канады во главе с Жаном Кретьеном вновь получила большинство в парламенте. Официальной оппозицией стала реформистская партия Канады.
Явка на выборы составила 67 %, что является одним из самых низких показателей за всю историю федеральных выборов в Канаде.

## Предвыборная кампания
О проведении выборов 2 июня было объявлено 26 апреля 1997 года, при этом мандат парламента истекал только через полтора года после назначенной даты выборов. Премьер-министра критиковали за назначение досрочных выборов, полагая что это было сделано по политическим причинам. По предварительным оценкам либералы могли взять от 180 до 220 мест в парламенте, в то время как голоса консерваторов размазывались между прогрессивно-консервативной партией и реформистской партией.
Так как в 1995 году в Квебеке прошёл референдум о независимости, основным вызовом предвыборной кампании стало единение нации.

## Результаты
В результате выборов в парламент страны прошли Либеральная партия Канады, Реформистская партия Канады, Квебекский блок, Новая демократическая партия и Прогрессивно-консервативная партия Канады. Кроме того, в выборах принимали участия, но не получили ни одного места в парламенте Зелёная партия Канады, партия Природного закона, Партия христианского наследия Канады, Канадское действие, Марксистско-ленинская партия Канады.